# Улица Маза Миесниеку
Улица Ма́за Мие́сниеку (латыш. Mazā Miesnieku iela — Малая Мясницкая улица) — короткая улица в Риге, в историческом районе Старый город. Ведёт от улицы Клостера до улицы Пилс, имеет два участка, разделяемых улицей Маза Пилс. Длина улицы — 45 метров.

## История
Старейшее название улицы — Девичий переулок (латыш. Jaunavu šķērsiela), которое упоминается в 1456 году. Это название произошло от соседства с женским монастырём Марии Магдалины. В XVII веке получила название Мясницкой, поскольку являлась продолжением Мясницкой улицы за Замковой улицей. В 1810 году получила название Малой Мясницкой (нем. Kleine Küterstraße).

## Достопримечательности
Значительную часть улицы занимают:
- Собор Святого Якоба
- Церковь Марии Магдалины

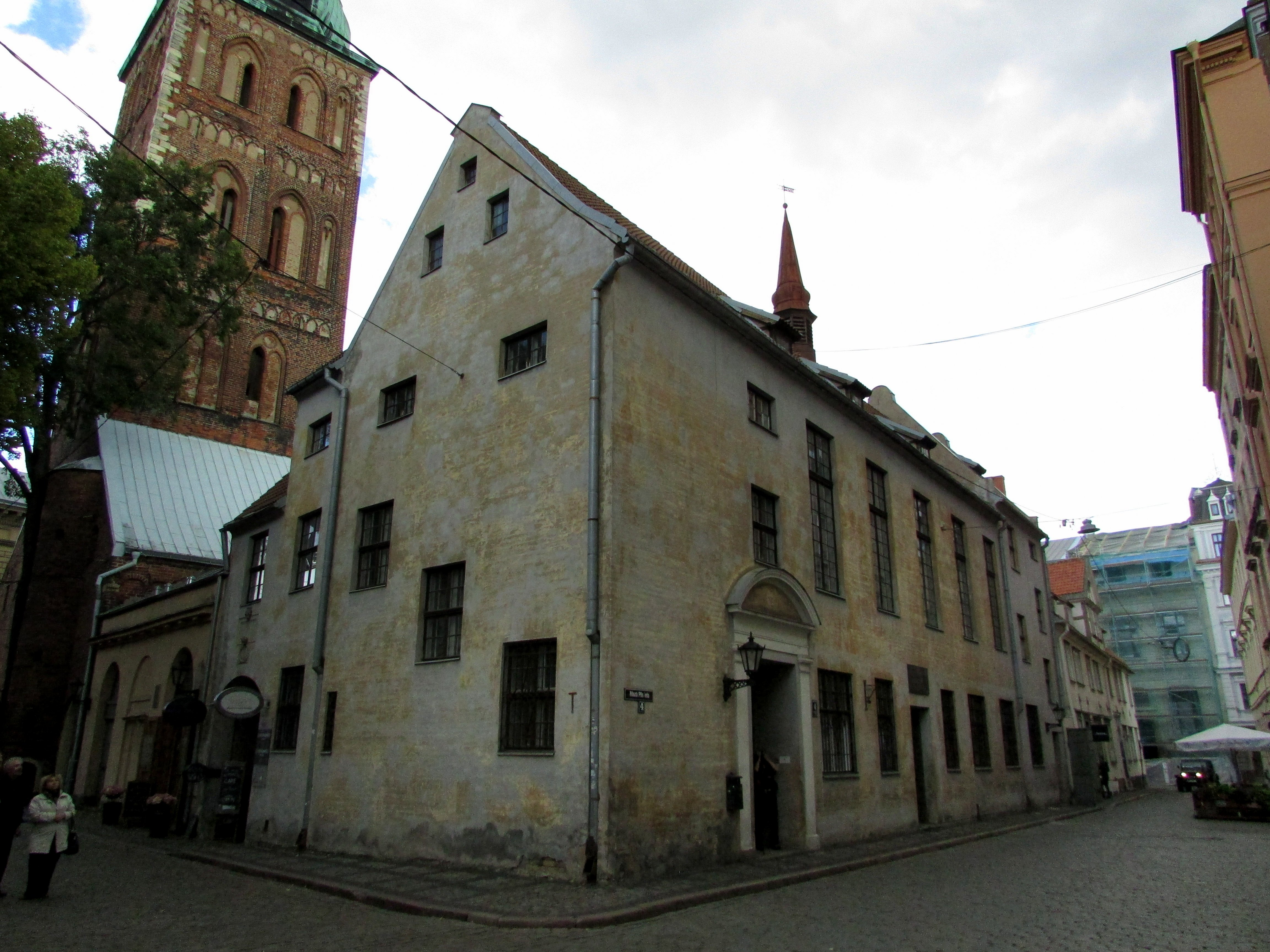
Карлов лицей

На углу с улицей Маза Пилс (в д. 4 по улице Маза Пилс) находится Карлов лицей (XVII век).